# Soňa Mikysková
Soňa Mikysková (ur. 2 maja 1989 w Brnie) – czeska siatkarka, grająca na pozycji atakującej. Od sezonu 2018/2019 występuje w rosyjskiej Superlidze, w drużynie Dinamo Kazań.

## Sukcesy klubowe
Mistrzostwo Czech:
- 2006, 2007
- 2009
- 2005, 2008

Puchar Czech:
- 2006

Mistrzostwo Korei Południowej:
- 2018